# Turin (Syria)
Turin – wieś w Syrii, w muhafazie Idlib. W 2004 roku liczyła 420 mieszkańców.